# Перминовские
Перминовские — деревня в Кикнурском районе Кировской области.

## География
Находится на расстоянии примерно 6 км по прямой на северо-запад от райцентра поселка  Кикнур.

## История
Известна с 1873 года как починок Перминов (Пылинки), где было учтено дворов 14 и жителей 121, в 1905 39 и 146, в 1926 (уже деревня Перминово или Пыжики) 40 и 182, в 1950 (Перминовский) 24 и 88, в 1989 году оставалось 29 человек. Нынешнее название закрепилось с 1989 года. В период 2006-2014 годов входила в Ваштрангское сельское поселение. С 2014 по январь 2020 года входила в Кикнурское сельское поселение до его упразднения. 

## Население
Постоянное население  составляло 29 человек (русские 93%) в 2002 году, 21 в 2010.